# Rein Miedema
Rein Miedema (* 19. August 1835 in Harlingen; † 23. April 1912 in Rotterdam) war ein niederländischer Maler.

## Leben

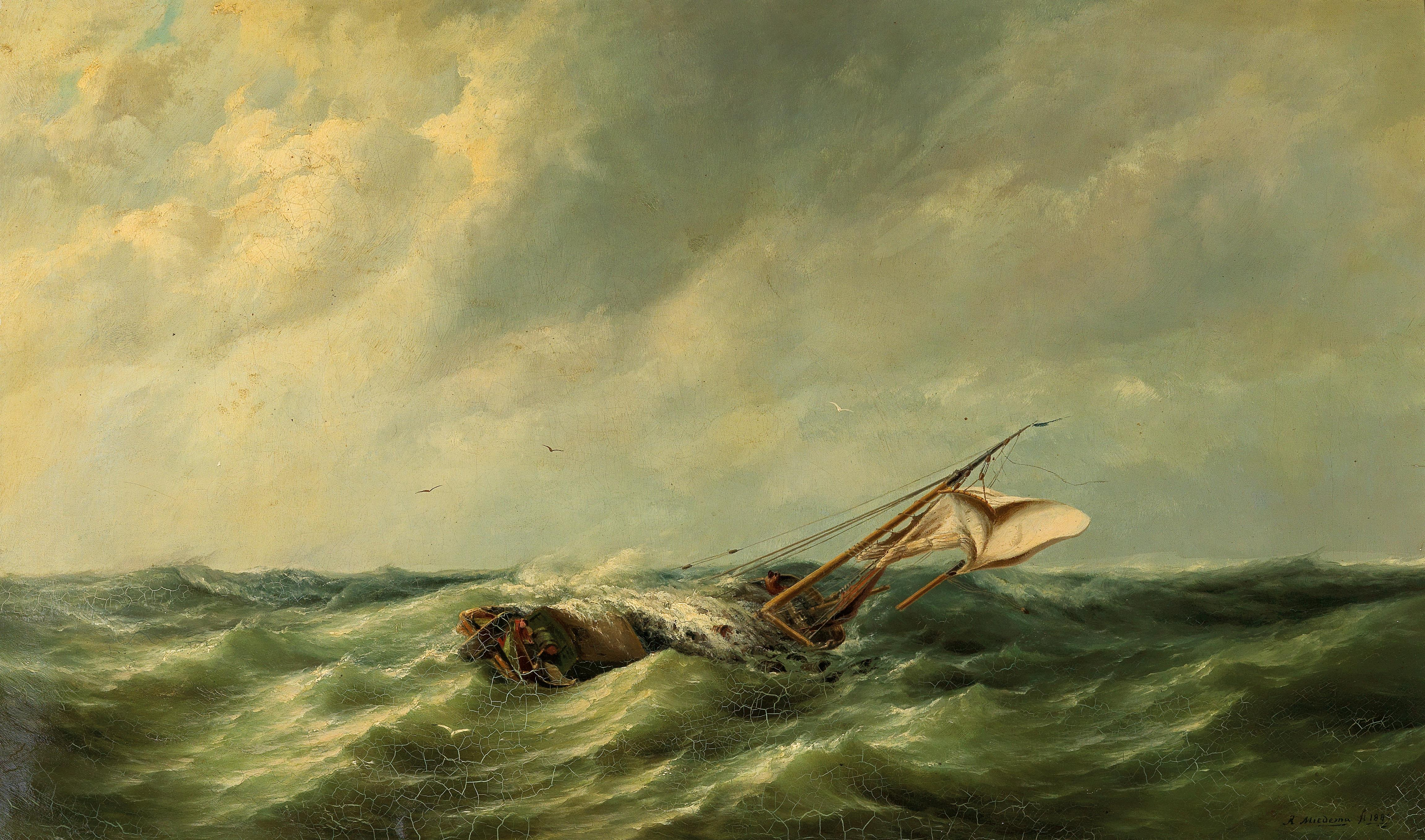
Fischerboot in rauer See (1884)

Rein Miedema war ein Sohn des Eisenhändlers Simon Miedema und Aafke van der Heiden.
Miedema arbeitete als Stuckateur in Harlingen. 1861 zog die Familie nach Rotterdam, wo Miedema ab 1868 als Ornamenthersteller arbeitete. Dann entdeckte er die Malerei und ab 1885 gab er als seinen Beruf Maler an. Später wurde Miedema Lehrer an der Akademie der bildenden Künste und technischen Wissenschaften. Seine Arbeiten sind im Stadtmuseum Hannemahuis in Harlingen und im Friesischen Schifffahrtsmuseum in Sneek ausgestellt.
Rein Miedema war mit Jeltsje Schaafsma verheiratet. Einer ihrer Söhne war der spätere Bildhauer Simon Miedema (1860–1934).